# Biserica de lemn din Sfodea

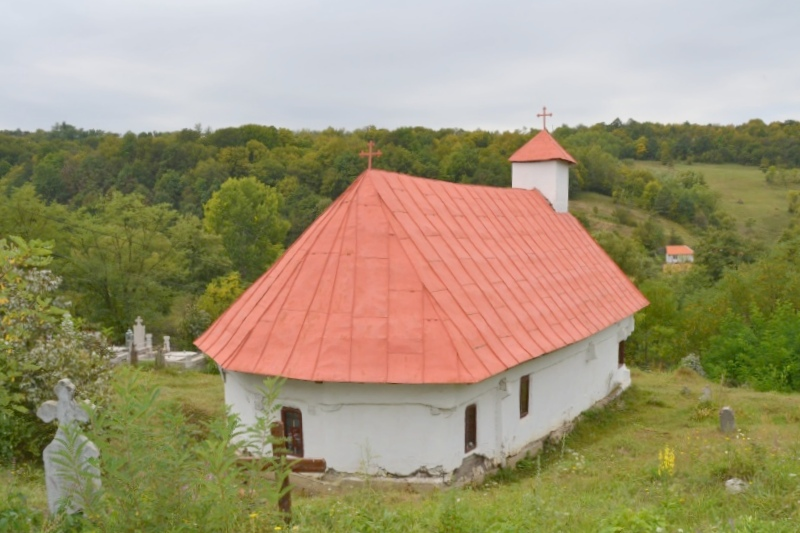
Biserica de lemn „Sfinții Voievozi” din Sfodea, comuna Balta, județul Mehedinți

Biserica de lemn din Sfodea, comuna Balta, județul Mehedinți, a fost construită în secolul XIX (1853-1854). Are hramul „Sfinții Voievozi”. Biserica se află pe lista monumentelor istorice sub codul LMI:  MH-II-m-B-10403.

## Istoric și trăsături
Sfodea este un sătuc cu circa 60 de case, aflat la 5 km de centrul de comună Balta. Bisericuța se află în cimitirul satului; este tencuită la exterior și are pe latura vestică un pridvor înalt de un metru, sprijinit pe patru stâlpi de lemn.
Biserica nu este zugrăvită, valoarea edificiului este dată mai ales de patrimoniul mobil, format din numeroase icoane și cărți bisericești.
Cea mai importantă podoabă a interiorului bisericii este catapeteasma din lemn, cu trei rânduri de icoane, despărțite prin colonete. Deasupra acestora se află medalioanele apostolilor, realizate cu multă migală. Aproape de boltă se află crucea cu Răstignirea Mântuitorului, având de o parte și de alta Soarele și Luna cu chipuri omenești.
Altarul este simplu, fără nici o podoabă, cu mobilierul obișnuit: sfânta masă și obiectele de cult specifice. Numele ctitorilor sunt notate pe două panouri de lemn.